# Институт образования Азербайджанской Республики
Институт образования Азербайджанской Республики (азерб. Azərbaycan Respublikasının Təhsil İnstitutu (ARTİ)) — научно-исследовательский институт в области образования Азербайджана. Находится в подчинении Министерства образования Азербайджана.

## История
На основании приказа № 30 Отдела народного просвещения Баку от 30 июня 1930 года и приказа № 87 Народного Комиссариата просвещения от 29 июня 1931 года, 1 июля 1931 года был создан первый научно-исследовательский институт в области образования Азербайджанской ССР — Азербайджанский научно-исследовательский институт педологии. Название института и направления его деятельности неоднократно менялись.
История наименований:
- Азербайджанский научно-исследовательский институт педологии (июль 1931 — октябрь 1932)
- Азербайджанский институт педологии и педагогики (октябрь 1932 — октябрь 1934)
- Азербайджанский государственный научно-исследовательский педагогический институт (октябрь 1934 — декабрь 1934)
- Азербайджанский институт педологии и педагогики (декабрь 1934 — август 1936)
- Азербайджанский государственный научно-исследовательский педагогический институт имени В. И. Ленина (август 1936 — декабрь 1937)
- Азербайджанский научно-исследовательский педагогический институт (январь 1938 — июнь 1938)
- Азербайджанский государственный научно-исследовательский институт школ Министерства просвещения Азербайджанской ССР (июнь 1938 — январь 1946)
- Азербайджанский научно-исследовательский педагогический институт (январь 1946 — январь 1951)
- Азербайджанский государственный научно-исследовательский педагогический институт (январь 1951 — март 1977)
- Азербайджанский научно-исследовательский институт педагогических наук (март 1977 — июнь 2000)[2]

13 июня 2000 года на базе Научно-методического центра и Научно-исследовательского института педагогических наук при Министерстве образования Азербайджана был создан Институт проблем образования Азербайджана.
14 ноября 2016 года Институт проблем образования Азербайджана был переименован в Институт образования Азербайджана.
В 2019 году Институт профессионального развития работников образования, Центр по работе с одаренными детьми и Республиканская научно-педагогическая библиотека были объединены с Институтом образования Азербайджана.
С января 2021 по 3 февраля 2025 года обязанности директора Института исполнял Руфат Азизов.

## Цели и задачи
Основной целью Института образования является реализация государственной политики в области образования: проведение педагогических, психологических, социальных, экономических, фундаментальных и прикладных исследований; разработка содержания для всех ступеней образования; разработка и внедрение инноваций.
Направления деятельности Института включают в себя:
- проведение исследований с целью повышения показателей качества в образовательных учреждениях, в том числе расширения возможностей обучения и создания равных возможностей для обучающихся;
- подготовка научно-педагогических кадров;
- разработка стандартов оценивания образования;
- организации психологической службы в различных образовательных учреждениях;
- подготовка электронного контента и т.д.[8]